# Dumbrava (Prahova)
Dumbrava (in passato conosciuto come Netoți ) è un comune della Romania di 4 505 abitanti, ubicato nel distretto di Prahova, nella regione storica della Muntenia. 
Il comune è formato dall'unione di 6 villaggi: Ciupelnița, Cornu de Sus, Dumbrava (sede comunale), Trestienii de Jos, Trestienii de Sus e Zănoaga.

## Religione
Nel 2002 la composizione religiosa del comune era la seguente:
- Cristiani Ortodossi, 97,75 % ;
- Pentecostali, 1,32 %.